# 4169 Celsius
För andra betydelser, se Celsius (olika betydelser).

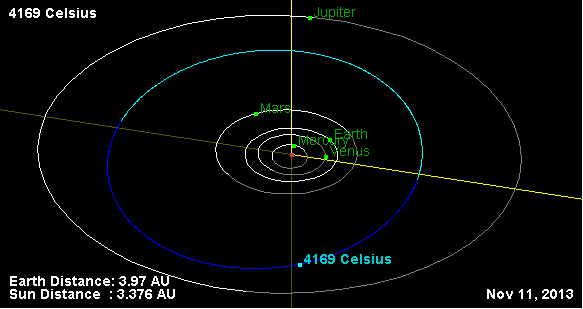
4169 Celsius

4169 Celsius eller 1980 FO3 är en asteroid i huvudbältet som upptäcktes den 16 mars 1980 av den svenske astronomen Claes-Ingvar Lagerkvist vid La Silla-observatoriet i Chile. Den är uppkallad efter den svenske vetenskapsmannen och astronomen Anders Celsius.
Asteroiden har en diameter på ungefär 37 kilometer.